# Viișoara (Bihor)
Viişoara è un comune della Romania di 1 360 abitanti, ubicato nel distretto di Bihor, nella regione storica della Transilvania.
Il comune è formato dall'unione di 4 villaggi: Izvoarele, Pădureni, Reghea, Viișoara.